# 김명식 (1890년)
김명식(金明植, 1890년 9월 26일 ~ 1943년 4월 11일)은 일제강점기에 사회주의 계열에서 활동한 사회주의 독립운동가이다. 아호는 송산(松山)이다.

## 생애
제주도의 명문가에서 출생했다. 해미현감 김응전(金膺銓)의 손자이며 정의현감 김문주(金汶株)의 장남이다. 일본에 유학하여 와세다 대학교 철학과 학사 학위하였으며, 도쿄 유학 기간 중 아시아 지역의 피압박 국가 청년들로 구성된 비밀결사 신아동맹단에서 활동했다. 신아동맹단은 이후 사회혁명당으로 개편되었고, 귀국한 김명식은 사회혁명당과 상하이파 고려공산당에서 활동하며 노동운동 단체인 조선노동공제회 창립에 참가했다.
상하이파는 민족주의 세력과의 광범위한 연대를 꾀하는 통일전선 노선을 걷다가, 1922년 김윤식의 사망을 계기로 김윤식 사회장을 추진한 장덕수의 우파와 이를 반대한 김명식, 유진희의 좌파로 분리되었다. 동아일보 기자였던 김명식은 상하이파 좌파를 이끌고 기독교 청년 세력과 합작하여 신생활사를 설립하고, 사회주의 대중잡지 《신생활》을 발행하기 시작했다. 사장은 3·1 운동 민족대표 33인 중 한 사람인 박희도가 맡았고, 김명식은 주필이 되었다.
1922년 11월 발생한 신생활 필화 사건으로 체포된 김명식은 징역 2년형을 언도 받아 함흥형무소에서 복역하다가 건강이 악화되어 1923년 출옥했다. 이때 고문과 수감 생활로 건강을 상한 그는 평생 장애인으로 살아가게 되었다.
1927년 좌우합작으로 결성된 민족운동 단체 신간회의 제주지회장을 맡았으며 1930년에는 오사카시에서 조선인 노동운동을 지도한 혐의로 수감된 바 있다. 1930년대 후반에 한자어를 폐기처분하고 무조건 ‘순 우리말’로 대체하려던 한글 운동자들의 행동을 “파시즘을 방불케 하는 국수주의적 행동이며 이미 한자어 사용에 익숙해진 조선 민중에 대한 외부로부터의 문화적 폭력”이라고 규정하며, “아무리 ‘동사’(動詞)를 ‘움직씨’로 대체하자 해도 천여 년 동안 한자를 써온 조선 민중에게는 그래도 ‘동사’가 더 자연스러울 것”이라고 주장했다. 이후 전향하여 일제 강점기 말엽에는 《동양지광》과 《조광》을 통해 다수의 친일 평론을 발표하기도 했다. 1943년 병사했다.
평생을 사회주의자로서 민족해방을 위해 일제와 직․간접적인 투쟁으로 일관한 그가 남긴 마지막 유언은 “일본이 망할 때까지 사망신고를 하지 마라”였다고 한다. 
1999년에 건국훈장 애족장이 추서되었다.

## 같이 보기
- 한국 문학
- 일제강점기

## 참고 자료
- 박종린, 한국의 사회주의: 인물(1)/ 꺼지지 않은 불꽃, 송산 김명식, 《진보평론》 제2호 (1999년 겨울)